# Aglantha intermedia
Aglantha intermedia is een hydroïdpoliep uit de familie Rhopalonematidae. De poliep komt uit het geslacht Aglantha. Aglantha intermedia werd in 1909 voor het eerst wetenschappelijk beschreven door Bigelow. 